# Focillopis antevorta
Focillopis antevorta là một loài bướm đêm trong họ Noctuidae.